# 小行星3166
小行星3166（3166 Klondike）是一颗围绕太阳公转的小行星。1940年3月30日，爾約·維薩拉在图尔库发现了此天体。
該小行星以在克朗代克淘金熱中致富的卡爾·F·喬森（Karl F. Joutsen）和安東·F·約翰遜（Anton F. Johnson）命名。
这颗小行星的绝对星等为118.48940等。